# Чемурша
Чемурша (чув. Шăмăш) — село в Чебоксарском районе Чувашской Республики. Входит в состав Синьяльского сельского поселения.
Расположено между Чебоксарами и Новочебоксарском. Находится на реке Кукшум с западной стороны автодороги «Вятка».

## История
На картах встречается как минимум с 1796 года (Генеральный геометрический план города Чебоксары и его уезда, состоящего в Казанской губернии) как село Сретенское (Писарино тож). Позже село сменило название на Чемурша. Таким образом, село основано не позднее 18 века. Архивные данные, документы и источники, хранящиеся в музеях, рассказы старожилов объясняют образование села по-разному.
Было центром Чемуршинского сельсовета. С 2006 года в составе Синьяльского сельского поселения.

## Население
| 2010 | 2012 |
| ---- | ---- |
| 442  | ↘325 |

## Инфраструктура
- Чемуршинская основная общеобразовательная школа;[4]
- Дошкольная разновозрастная группа «Пилеш» при Чемуршинской СОШ;
- Медицинский пункт;
- Сельская библиотека — филиал Чемуршинской ЦБС.